# 戴维·匹特
F·戴维·匹特（F. David Peat，1938年4月18日—），是一名英國物理學家、科普作家。他除了寫關於主流物理學的混沌、超弦理論、量子力學等題目的科普作品之外，也寫大量交叉科學、藝術、榮格心理學和靈性的作品。
他是 Pari Center for New Learning 的創辦人，該中心位於意大利小鎮Pari，以舉辦各種整全觀、跨學科的研究為主。他同時也是美國加州整合學院和英國舒馬克學院副教授。

## 生平
1964年，匹特在利物浦大學畢業；攻讀學位期間，他曾作實驗化學的研究，後來還是以理論物理的研究畢業。他當時的研究範疇為量子力學內的多体问题、凝聚態物理學等。1965，他成為加拿大皇后大學副教授，1967年至1975年，他在加拿大國立研究委員會（National Research Council）作研究。
1971到1972年間，他曾到倫敦的柏貝克學院跟戴维·玻姆和罗杰·彭罗斯交流，鑽研量子力學和相對論的基礎問題。
1970年代，玻姆並不受主流的物理學界歡迎，尤其是他對量子力學基礎的看法。匹特曾憶述有同事跟他說，作為一個年青學者，應該集中心力在正統的研究領域建立口碑，如果他跟玻姆太友好，會較難獲學界認同。無論如何，匹特在1975年離開了國立研究委員會，同時也離開了主流的物理研究界。他跟玻姆的友誼也從未中斷，他倆在1987年合著了《Science, Order and Creativity》，由科學發展、科學知識的結構，探討內隱秩序此概念，旁及社會、創意、人類意識等問題。玻姆逝世後，匹特也為玻姆作傳。
1970年代，他為加拿大電台訪問了玻姆、保罗·狄拉克、約翰·惠勒及维尔纳·海森堡等著名物理學家。 （页面存档备份，存于）
離開物理學界、仍定居加拿大期間，有一段時間他獲 Leroy Little Bear 邀請，參與了西方科學家和印第安長老的對談活動（ Bear 在2003年獲得加拿大國立原住民成就獎 (National Aboriginal Achievement Awards) ）。
1996年，他搬到意大利居住，2000年正式成立 Pari Center 。

## 部分著作
- Blackfoot Physics: A Journey into the Native American Worldview, 2002, Phanes Press, ISBN 1-890482-83-8 （Blackfoot是他曾接觸的印第安部族的名字）

和玻姆有關：
- （與巴西尔·海利（英语：Basil Hiley）合編）Quantum Implications: Essays in Honour of David Bohm, Routledge & Kegan Paul Ltd, London & New York, 1987 ISBN 0415069602
- （與戴维·玻姆合著） Science, Order and Creativity, 1987 , Routledge, 2nd ed. 2000: ISBN 0-415-17182-2
- Infinite Potential: The Life and Times of David Bohm, 1996, Perseus Books, ISBN 0-201-40635-7

共時性：
- Synchronicity: The Bridge Between Matter and Mind, 1987, Bantam, ISBN 0-553-34676-8

混沌理論：
- （與约翰·布里格斯合著）《镜宇：新兴的整体科学》 Looking Glass Universe: The Emerging Science of Wholeness, 1986 ISBN 0-671-63215-9
- （與约翰·布里格斯合著）《湍鉴：浑沌理论与整体性科学导引》 Turbulent Mirror: An Illustrated Guide to Chaos Theory and the Science of Wholeness, 1989 ISBN 0-06-091696-6
- （與约翰·布里格斯合著）《混沌七鉴：来自易学的永恒智慧》 Seven Life Lessons of Chaos: Spiritual Wisdom from the Science of Change, 1999 ISBN 0-06-093073-X

## 外部連結
- 個人網站
- Pari Center網站 （页面存档备份，存于）